# Az Aria epizódjainak listája
Ez a lista az Aria című animesorozat epizódjainak felsorolását tartalmazza.

## Aria the Animation (1. évad)
| #  | Epizód címe | Első japán sugárzás |
| -- | --- | ------------------- |
| 1  | That Wonderful Miracle... Szono Szuteki na Kiszeki o... (その 素敵な奇跡を...; Hepburn: Sono Suteki na Kiseki o...) | 2005. október 5.    |
| 2  | On That Special Day... Szono Tokubecu na Hi ni... (その 特別な日に...; Hepburn: Sono Tokubetsu na Hi ni...) | 2005. október 12.   |
| 3  | With That Transparent Young Girl... Szono Tómei na Sódzso to... (その 透明な少女と...; Hepburn: Sono Tōmei na Shōjo to...) | 2005. október 19.   |
| 4  | That Undeliverable Letter... Szono Todokanai Tegami va... (その 届かない手紙は...; Hepburn: Sono Todokanai Tegami wa...) | 2005. október 26.   |
| 5  | To That Island Which Shouldn't Exist... Szono Aru Hazu no Nai Sima e... (その あるはずのない島へ...; Hepburn: Sono Aru Hazu no Nai Shima e...)                                                                                               | 2005. november 2.   |
| 6  | That Which You Want to Protect... Szono Mamoritai mono ni... (その 守りたいものに...; Hepburn: Sono Mamoritai mono ni...) | 2005. november 9.   |
| 7  | Doing That Wonderful Job... Szono Szuteki na Osigoto o... (その 素敵なお仕事を...; Hepburn: Sono Suteki na Oshigoto o...) | 2005. november 16.  |
| 8  | That Melancholy President... / That Cool Hero... Szono Júucu na Sacsóttara... / Szono Iketeru Híró tteba... (その 憂鬱な社長ったら... / その イケてるヒーローってば...; Hepburn: Sono Yūutsu na Shachōttara... / Sono Iketeru Hīrō tteba...) | 2005. november 23.  |
| 9  | That Starlike Fairy... Szono Hosi no Jóna Jószei va... (その 星のような妖精は...; Hepburn: Sono Hoshi no Yōna Yōsei wa...) | 2005. november 30.  |
| 10 | That Warm Holiday... Szono Hokahoka na Kjúdzsicu va... (その ほかほかな休日は...; Hepburn: Sono Hokahoka na Kyūjitsu wa...) | 2005. december 7.   |
| 11 | Those Orange Days... Szono Orendzsi no Hibi o... (その オレンジの日々を...; Hepburn: Sono Orenji no Hibi o...) | 2005. december 14.  |
| 12 | That Soft Wish... Szono Javaraka na Negai va... (その やわらかな願いは...; Hepburn: Sono Yawaraka na Negai wa...) | 2005. december 21.  |
| 13 | That White Morning... Szono Massiro na Asza o... (その まっしろな朝を...; Hepburn: Sono Masshiro na Asa o...) | 2005. december 28.  |

## Aria the Natural (2. évad)
| #  | Epizód címe | Első japán sugárzás  |
| -- | --- | -------------------- |
| 1  | That Encounter At The Carnival... Szono Kánibaru no Deai va... (その カーニバルの出逢いは...; Hepburn: Sono Kānibaru no Deai wa...) | 2006. április 2.     |
| 2  | Looking For That Treasure... Szono Takaramono o Szagasite... (その 宝物をさがして...; Hepburn: Sono Takaramono o Sagashite...) | 2006. április 9.     |
| 3  | The Night Of the Meteor Shower... Szono Rjúszeigun no Joru ni... (その 流星群の夜に...; Hepburn: Sono Ryūseigun no Yoru ni...) | 2006. április 16.    |
| 4  | That Neo-Venezia-Colored Heart... Szono Neo Venecia-iro no Kokoro va... (その ネオ·ヴェネツィア色の心は...; Hepburn: Sono Neo Venetsia-iro no Kokoro wa...) | 2006. április 23.    |
| 5  | The Wonder Of That Rainy Day... / The Discoveries On That Spring Day... Szono Ame no Hi no Szuteki va... / Szono Haru ni Micuketa Mono va... (その 雨の日の素敵は... / その 春にみつけたものは...; Hepburn: Sono Ame no Hi no Suteki wa... / Sono Haru ni Mitsuketa Mono wa...) | 2006. április 30.    |
| 6  | The Smile Reflected In that Mirror... Szono Kagami ni Ucuru Egao va... (その 鏡にうつる笑顔は...; Hepburn: Sono Kagami ni Utsuru Egao wa...) | 2006. május 7.       |
| 7  | To The Kingdom Of Cats... Szono Nekotacsi no Ókoku e... (その 猫たちの王国へ...; Hepburn: Sono Nekotachi no Ōkoku e...) | 2006. május 14.      |
| 8  | The Day of Festa Del Bòcolo... Szono Bokkoro no Hi ni... (その ボッコロの日に...; Hepburn: Sono Bokkoro no Hi ni...) | 2006. május 21.      |
| 9  | Those Honest Stars... Szono Szugao no Hositacsi va... (その 素顔の星たちは...; Hepburn: Sono Sugao no Hoshitachi wa...) | 2006. május 28.      |
| 10 | That Heartwarming Town And Its People... Szono Atataka na Macsi to Hitobito to... (その あたたかな街と人々と...; Hepburn: Sono Atataka na Machi to Hitobito to...) | 2006. június 4.      |
| 11 | That Precious Sparkle... Szono Taiszecu na Kagajaki ni... (その 大切な輝きに...; Hepburn: Sono Taisetsu na Kagayaki ni...) | 2006. június 11.     |
| 12 | Chasing That Mirage... / The Light From That Nightshine Chime... Szono Nigemizu o Otte... / Szono Jakórin no Hikari va... (その 逃げ水を追って... / その 夜光鈴の光は...; Hepburn: Sono Nigemizu o Otte... / Sono Yakōrin no Hikari wa...)                                      | 2006. június 18.     |
| 13 | Those Really Self-Imposed Rules... Szono Dekkai Dzsibun Rúru o... (その でっかい自分ルールを...; Hepburn: Sono Dekkai Jibun Rūru o...) | 2006. június 25.     |
| 14 | That Newest Memory... Szono Icsiban Atarasii Omoide ni... (その いちばん新しい想い出に...; Hepburn: Sono Ichiban Atarashii Omoide ni...) | 2006. július 2.      |
| 15 | In the Center of That Large Circle... Szono Hiroi Vakka no Naka de... (その 広い輪っかの中で...; Hepburn: Sono Hiroi Wakka no Naka de...) | 2006. július 9.      |
| 16 | Parting With That Gondola... Szono Gondora to no Vakare va... (その ゴンドラとの別れは...; Hepburn: Sono Gondora to no Wakare wa...) | 2006. július 16.     |
| 17 | After That Rainy Night... Szono Ame Furu Joru ga Akereba... (その 雨降る夜が明ければ...; Hepburn: Sono Ame Furu Yoru ga Akereba...) | 2006. július 23.     |
| 18 | That New Me... Szono Atarasii Dzsibun ni... (その 新しい自分に...; Hepburn: Sono Atarashii Jibun ni...) | 2006. július 30.     |
| 19 | That Crybaby... / That Young Girl's Heart... Szono Nakimusi-szan ttara ... / Szono Otomegokoro tteba... (その 泣き虫さんったら... / その 乙女心ってば...; Hepburn: Sono Nakimushi-san ttara ... / Sono Otomegokoro tteba...)                                                    | 2006. augusztus 6.   |
| 20 | That Shadowless Invitation... Szono Kage no Nai Maneku Mono va... (その 影のない招くものは...; Hepburn: Sono Kage no Nai Maneku Mono wa...) | 2006. augusztus 13.  |
| 21 | That Night Of the Galaxy Express... Szono Ginga Tecudó no Joru ni... (その 銀河鉄道の夜に...; Hepburn: Sono Ginga Tetsudō no Yoru ni...) | 2006. augusztus 20.  |
| 22 | That Mysterious World... / That Guardian Of Aqua... Szono Parareru Várudo de... / Szono Akua o Mamoru Mono jo ... (その パラレルワールドで... / その アクアを守るものよ...; Hepburn: Sono Parareru Wārudo de... / Sono Akua o Mamoru Mono yo ...)                               | 2006. augusztus 27.  |
| 23 | That Sea, Love, and Heart... Szono Umi to Koi to Omoi to... (その 海と恋と想いと...; Hepburn: Sono Umi to Koi to Omoi to...) | 2006. szeptember 3.  |
| 24 | Those Undines of Tomorrow... Szono Asita no Undíne ni... (その 明日のウンディーネに...; Hepburn: Sono Ashita no Undīne ni...) | 2006. szeptember 10. |
| 25 | The Fruits Of That Encounter... Szono Deai no Kessó va... (その 出逢いの結晶は...; Hepburn: Sono Deai no Kesshō wa...) | 2006. szeptember 17. |
| 26 | That White, Kind City... Szono Massiro na Juki no Naka de... (その 真っ白な雪の中で...; Hepburn: Sono Masshiro na Yuki no Naka de...) | 2006. szeptember 24. |

## Aria the OVA ~Arietta~ (OVA)
| # | Epizód címe                                                  | Első japán sugárzás  |
| - | ------------------------------------------------------------ | -------------------- |
| 1 | Aria the OVA ~Arietta~ (アリア ジ オーブイエー ~アリエッタ~) | 2007. szeptember 21. |

## Aria the Origination (3. évad)
| #   | Epizód címe | Első japán sugárzás    |
| --- | --- | ---------------------- |
| 1   | That Imminent Spring Breeze... Szono Jagate Otozureru Haru no Kaze ni... (その やがて訪れる春の風に...; Hepburn: Sono Yagate Otozureru Haru no Kaze ni...)             | 2008. január 7.        |
| 2   | That Smiling Customer... Szono Egao no Okjakuszama va... (その 笑顔のお客さまは...; Hepburn: Sono Egao no Okyakusama wa...)                                            | 2008. január 14.       |
| 3   | Those Feelings Within... Szono Komerareta Omoi o... (その こめられた想いを...; Hepburn: Sono Komerareta Omoi o...)                                                     | 2008. január 21.       |
| 4   | Whose Who Aim for Tomorrow... Szono Asita o Mezaszu Monotacsi va... (その 明日を目指すものたちは...; Hepburn: Sono Ashita o Mezasu Monotachi wa...)                    | 2008. január 28.       |
| 5   | That Keepsake Clover... Szono Omoide no Kuróbá va... (そのおもいでのクローバーは...; Hepburn: Sono Omoide no Kurōbā wa...)                                             | 2008. február 4.       |
| 5.5 | That Little Secret Place... Szono Csoppiri Himicu no Baso ni... (その ちょっぴり秘密の場所に...; Hepburn: Sono Choppiri Himitsu no Basho ni...)                        | 2008. június 25. (OVA) |
| 6   | That Wonderful Extracurricular Lesson... Szono Kagai Dzsugjó ni... (その課外授業に...; Hepburn: Sono Kagai Jugyō ni...)                                                | 2008. február 11.      |
| 7   | In That Gently Passing Time... Szono Jurujaka na Toki no Naka ni... (そのゆるやかな時の中に...; Hepburn: Sono Yuruyaka na Toki no Naka ni...)                          | 2008. február 18.      |
| 8   | The Memories of That Precious Person... Szono Taiszecu na Hito no Kioku ni... (その大切な人の記憶に...; Hepburn: Sono Taisetsu na Hito no Kioku ni...)                 | 2008. február 25.      |
| 9   | Surrounded by That Orange Wind... Szono Orendzsi no Kaze ni Cucumarete... (その オレンジの風につつまれて...; Hepburn: Sono Orenji no Kaze ni Tsutsumarete...)          | 2008. március 3.       |
| 10  | The Excitement on That Moon-Gazing Night... Szono Ocukimi no Joru no Tokimeki va... (その お月見の夜のときめきは...; Hepburn: Sono Otsukimi no Yoru no Tokimeki wa...) | 2008. március 10.      |
| 11  | Those Ever-Changing Days... Szono Kavarijuku Hibi ni... (その 変わりゆく日々に...; Hepburn: Sono Kawariyuku Hibi ni...)                                                | 2008. március 17.      |
| 12  | Embraced by That Blue Sea and Wind... Szono Aoi Umi to Kaze no Naka de... (その 蒼い海と風の中で...; Hepburn: Sono Aoi Umi to Kaze no Naka de...)                      | 2008. március 24.      |
| 13  | To That New Beginning... Szono Atarasii Hadzsimari ni... (その 新しいはじまりに...; Hepburn: Sono Atarashii Hajimari ni...)                                            | 2008. március 31.      |